# Antonio Caldara
Antonio Caldara (Venezia, 1670 – Vienna, 28 dicembre 1736) è stato un compositore italiano.
È stato uno dei più noti compositori della sua epoca, apprezzato sia come operista sia come autore di musica oratoriale e sacra.

## Biografia

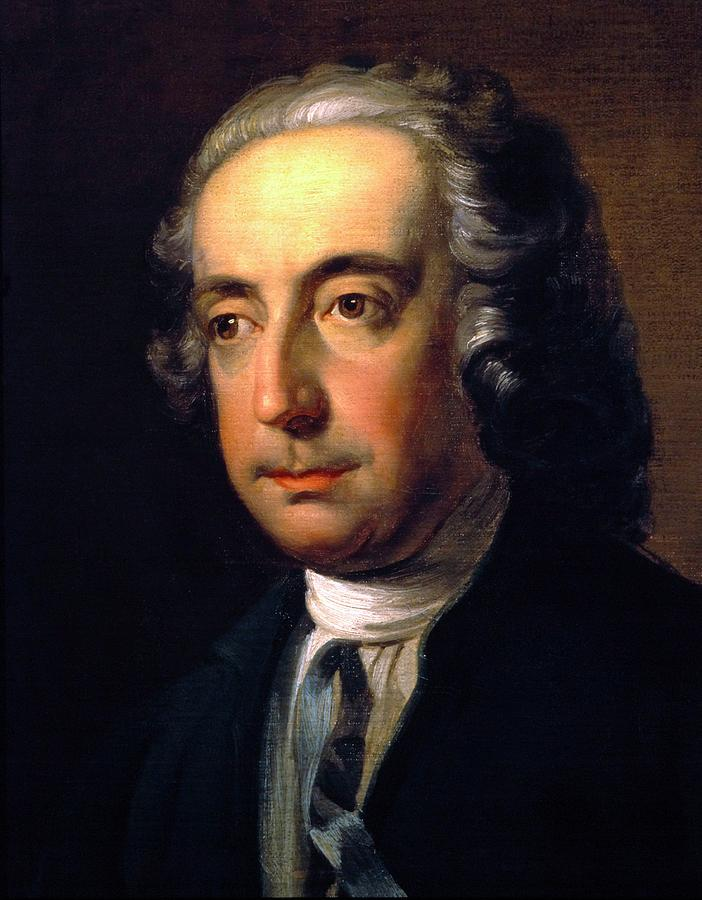
Ritratto di Antonio Caldara

Forse allievo di Giovanni Legrenzi a Venezia, fu cantore e violoncellista di San Marco. Nel 1699 si trasferì a Mantova dove gli fu assegnato il posto di "Maestro di Cappella, da Chiesa e da Teatro" dello stravagante duca di Mantova, Ferdinando Carlo.
Nel 1708 il compositore si recò in Spagna presso gli Asburgo: il suo componimento da camera Il più bel nome, scritto per il matrimonio dell'Arciduca Carlo fratello dell'imperatore Giuseppe I, con Elisabetta Cristina di Brunswick-Wolfenbüttel, fu la prima opera italiana eseguita a Barcellona.
Si recò successivamente a Roma dove scrisse lavori per il Cardinale Ottoboni e dove probabilmente conobbe Georg Friedrich Händel e la famiglia Scarlatti. Qui nel 1709 succedette a Händel come compositore della casa e Maestro di cappella del Principe Francesco Maria Ruspoli fino al 1716.
Nel 1711 sposò Caterina Petrolli, che lavorava per il principe Ruspoli come contralto. 
A seguito dell'elezione dell'Arciduca Carlo d'Asburgo a imperatore del Sacro Romano Impero nel 1711, si stabilì infine, definitivamente, a Vienna, dove ricoprì, dal 1717, la carica di vicemaestro di cappella alla corte imperiale di cui era titolare Johann Joseph Fux svolgendo un'attività la cui dimensione è paragonabile soltanto a quella di compositori come Antonio Vivaldi, Alessandro Scarlatti e Händel.
Nel 1736 morì a Vienna e fu sepolto nella cattedrale di S. Stefano.

## Le opere
Scrisse moltissimo, sintetizzando nel proprio stile la tradizione veneziana madrigalistica e concertante di Monteverdi e Cavalli, il melodismo appassionato di Alessandro Scarlatti e della scuola napoletana, lo strumentalismo dei bolognesi e di Corelli. Se tale somma di esperienza finì per appesantire un poco la sua produzione teatrale (78 lavori per lo più drammatici, fra cui una Dafne; a Barcellona scrisse Il più bel nome, la prima opera italiana rappresentata in Spagna nel 1708), diede però frutti considerevoli anche nel campo della musica strumentale, recando un fondamentale apporto alla determinazione della forma-sonata (sonate per clavicembalo e per uno o due violini e basso continuo; 16 sonate per violoncello e basso continuo e una raccolta di esercizi per questo strumento quartetti per archi detti sonate a quattro e, nel campo della musica sacra, oltre 20 messe, composizioni varie, Stabat Mater, un Requiem, Vespri, Completoria e Salve Regina, Te Deum, nonché 38 oratori, fra cui Giuseppe, Il re del dolore, La Passione di Cristo). Caldara influenzò Bach e Telemann e contribuì a far maturare i presupposti del classicismo viennese.
Nel 1709 avvennero le premières (per l'onomastico dell'imperatore Carlo VI d'Asburgo) nel Teatro Llotja de Mar di Barcellona di Siface, Re di Numidia, componimento per musica da camera in 1 atto di Antonio Caldara (A.C.), libretto di Pietro Pariati e di Il nome più glorioso, componimento per musica da camera in 1 atto di A.C., libretto di Pietro Pariati.
Al Großes Hoftheater (Hofburgtheater) di Vienna (per l'onomastico dell'imperatore Carlo VI d'Asburgo) negli anni:
- 1719 ci fu la première di Lucio Papirio dittatore (Lucio Papirio, Quinto Fabio), dramma per musica (opera seria) in 3 atti di A.C., libretto di Apostolo Zeno (da Antonio Salvi);
- 1720 ci fu la première di Apollo in cielo, componimento per musica da camera in 1 atto di A.C., libretto di Pietro Pariati;
- 1721 ci fu la première di Ormisda re di Persia, dramma per musica (opera seria) in 3 atti di A.C., libretto di Apostolo Zeno;
- 1722 è avvenuta la prima rappresentazione di Scipione nelle Spagne, dramma per musica in 3 atti di A.C., libretto di Apostolo Zeno;
- 1724 ci fu la première di Gianguir, imperatore del Mogol, dramma per musica (opera seria) in 3 atti di A.C., libretto di Apostolo Zeno;
- 1725 ci fu la première di Il Venceslao, dramma per musica (opera seria) in 5 atti di A.C., libretto di Apostolo Zeno;
- 1726 ci fu la première di I due dittatori, dramma per musica (opera seria) in 3 atti di A.C., libretto di Apostolo Zeno;
- 1727 ci fu la première di Ornospade, dramma per musica (opera seria) in 3 atti di A.C., libretto di Apostolo Zeno;
- 1727 (Carnevale) ci fu la première di Don Chisciotte in corte alla Duchessa (opera serioridicola) in 5 atti di A.C., libretto di Giovanni Claudio Pasquini liberamente tratto dal romanzo di Miguel de Cervantes;
- 1728 ci fu la première di Mitridate, dramma per musica in 5 atti di A.C., libretto di Apostolo Zeno (da Jean Racine: "Mithridate")
- 1733 (Carnevale) ci fu la première di Sancio Panza governatore dell'Isola Barattaria, commedia per musica in tre atti, libretto di Giovanni Claudio Pasquini liberamente tratto dal romanzo di Miguel de Cervantes[1].

Nel 1722 ci fu la première nel Residenz-Theater del Fürstbischöflicher Palast di Salisburgo di Camaide, imperatore della Cina overo Li figliuoli rivali del padre, dramma per musica in 3 atti e 1 intermezzo di A.C.
Nel 1725 ci furono le premières nel Residenz-Theater del Palazzo arcivescovile di Salisburgo di Astarto, dramma per musica in 3 atti di A.C., libretto di Apostolo Zeno e Pietro Pariati (da Antichità giudaiche di Giuseppe Flavio e da Amalasonte e Astarte, roy de Tire di Philippe Quinault) e di Lidia e Ircano, intermezzo in 1 scena di A.C., libretto di Pietro Pariati.
La Fondazione Teatro La Fenice ha eseguito il compositore veneziano negli anni:
- 1958 con la Fondazione Giorgio Cini hanno organizzato all'Isola di San Giorgio Maggiore, Sala del Noviziato (Venezia), un concerto dedicato ad Antonio Caldara, con esecuzioni curate dalla Sagra Musicale Umbra in collaborazione con la Biennale di Venezia. Il programma "musiche veneziane antiche" prevedeva in prima dal secolo XVIII: dall'oratorio Giuseppe, Te Deum e da La passione di Gesù Cristo Signor nostro. I solisti erano: Giuliana Matteini, soprano; Fedora Barbieri, mezzo soprano; Alvinio Misciano, tenore e Carlo Cava, basso con il Coro e l'Orchestra del Maggio Musicale Fiorentino diretti da Mario Rossini. Maestro del coro Andrea Morosini.
- 1961 nell'ambito del XXIV Festival Internazionale di Musica Contemporanea ha organizzato un concerto in cui è stato eseguito Antonio Caldara, La speranza. Madrigale. Direttore Jürgen Jürgens.
- 1988 nell'ambito della stagione Progetto Tiepolo ha organizzato dei concerti presso la Villa Condulmer (Mogliano Veneto), il chiostro di San Nicolò (Lido di Venezia) e la Chiesa Arcipretale di San Michele (Mirano) con l'esecuzione di Antonio Caldara: La speranza. Madrigale. 4V, bc; Vaghe luci, è troppo crudo. Aria; Vola il tempo qual vento. Madrigale concertato.
- 1992 in un concerto al Teatro La Fenice Mikhail Arkadiev al pianoforte ed il baritono Dmitri Hvorostovsky hanno eseguito Antonio Caldara, La costanza in amore vince l'inganno: Selve amiche.
- 1998 con il contributo di: Regione Veneto, Fondazione per le attività della Fenice, Progetto Caleidoscopio del Parlamento Europeo, in collaborazione con l'Università di Ca' Foscari di Venezia e la Fondazione Giorgio Cini, nell'ambito della stagione Civiltà Musicale Veneziana presso la Chiesa di Santo Stefano è stato eseguito Antonio Caldara, Messa. 4V (SMzsTB), coro 4V (SATB), orch. Amabilis.
- 1999 con il contributo di: Regione Veneto, Programma Caleidoscopio della Commissione Europea, Comitato Nazionale per le celebrazioni del III centenario della nascita di Pietro Metastasio; in collaborazione con l'Università Ca' Foscari di Venezia, Fondazione Ugo e Olga Levi nell'ambito della stagione Civiltà Musicale Veneziana 1999 ha organizzato a Venezia presso la Chiesa di Santo Stefano l'esecuzione di Antonio Caldara, La Passione di Gesù Christo Signor Nostro. Azione sacra di Pietro Metastasio. Direttore Mario Biondi. Orchestra Europa Galante e Coro del Teatro La Fenice diretto da Giovanni Andreoli. Personaggi ed interpreti: Maddalena, Anna Chierichetti; Giovanni, Maria Costanza Nocentini; Pietro, Maria Josè Trullu e Giuseppe d'Arimatea, Roberto Abbondanza.
- 2003 con il contributo di: Regione Veneto, Camera di Commercio, Industria, Artigianato e Agricoltura di Venezia ha organizzato nel ricostruito Teatro La Fenice il concerto Riapre La Fenice - Settimana inaugurale 14-21 dicembre 2003 che ha visto la presenza del Presidente della Repubblica Carlo Azeglio Ciampi. Nel concerto è stato eseguito Antonio Caldara, Te Deum. Inno. Soli, coro, orch. Tra gli esecutori ricordiamo Patrizia Ciofi, soprano; Sonia Ganassi, mezzosoprano; Sara Mingardo, mezzosoprano; complesso Orchestra e Coro del Teatro La Fenice; Riccardo Muti, direttore e Piero Monti direttore del Coro.

Nel 1993 una pregevole ripresa moderna dell'opera I Disingannati è avvenuta alle Festwochen der alten Musik di Innsbruck, eseguita al Landestheater, diretta da Sigiswald Kuijken. Dell'evento scrisse Carlo Foletto su La Repubblica: "Si presenta come opera comica ma non ne accetta le regole né i bellissimi rischi narrativi. Ma rinnovando il connubio sicuro con l'opera seria, Caldara si mostra artigiano impeccabile: la "riscoperta" esecutiva svela tutto il valore artistico. Le arie, soprattutto quelle di carattere, hanno una fisionomia ardita: vocalmente spericolate e catturanti, strumentalmente sontuose. Caldara tiene a mente, come riferimenti espressivi e tecnici, Haendel e Vivaldi. La sua orchestra di soli archi si apre a cantabilità spiegate e distribuisce allusive puntature militaresche, spingendola a interferire col canto, cercandovi un rapporto più intimo."
Nel 2004 al III Festival Internazionale di Musica e Arte Sacra presso la Basilica di San Paolo fuori le Mura è stato eseguito Antonio Caldara, Sinfonia in do maggiore e Stabat mater da Wiener Philharmoniker, Herrenchor der Wiener Staatsoper, Wiener Sängerknaben con Direttore Riccardo Muti.
Nel 2016 il gruppo La Ritirata con María Espada (soprano), Emiliano González Toro (tenore) e João Fernandes (basso) ha registrato un CD con una selezione di brani delle due opere d'ispirazione cervantina: Antonio Caldara, The Cervantes' Operas, GCD 923104.

## Opere
- Farnace (Lorenzo Morari), Venezia, Teatro Sant'Angelo, 1703.
- Sofonisba (F. Silvani), Venezia, Teatro San Giovanni Grisostomo/Teatro Malibran, 1708.
- Lucio Papirio dittatore (Zeno), Vienna, 1719.
- I Disingannati (Pasquini), Vienna, 1729.
- Adriano in Siria (Metastasio), Vienna, 1732.
- L'Olimpiade (Metastasio), Vienna, 1733.
- La clemenza di Tito (Metastasio), Vienna, 1734
- Achille in Sciro (Metastasio), Vienna, 1736.

## Opere a stampa
- 12 Suonate a tre [da chiesa], Op. 1 (Venezia, G. Sala, 1693; Amsterdam, E. Roger, 1698).
- 12 Suonate [a tre] da camera [incl. Ciacona], Op. 2 (Venezia, G. Sala, 1699 e 1701).
- 12 Cantate da camera a voce sola, Op. 3 (Venezia, G. Sala, 1699).
- 12 Motetti a due, e tre voci, Op. 4 (Bologna, Salvani, 1715).
- The Favorite Songs in the Opera call'd Ormisda (1730).
- 5 messe in Chorus musarum divino Apollini accinentium (Bamberga, 1748-1749).
- Peccavi super numerum, Op. 4/11 (G. Paolucci Arte pratica di contrappunto, I, Venezia, 1765).

## Oratori
- Il Trionfo della continenza (B. Sandrinelli), Venezia, 1697.
- Maddalena a' piedi di Christo (L. Forni), Mantova, 1699[2]; Vienna, 1713.
- La Frode della castità, presumibilmente Venezia o Mantova, c. 1700; Roma, 1711, 1712, 1713.
- Le Gelosie d'un onore utilmente crudele (G. Gabrielli), presumibilmente Venezia o Mantova, c. 1700; Bologna, Roma, 1711, 1712, 1713, 1716.
- Il Trionfo della innocenza, presumibilmente Venezia o Mantova, c. 1700; Firenze, 1704; Roma, 1711, 1712, 1713.
- Il Ricco epulone (Sandrinelli), Venezia post. 1700; Roma, 1711, 1712, 1713.
- La Castità al cimento (card. P. Ottoboni?), probabilmente Roma, 1705, 1710, 1711, 1712, 1713.
- Il Martirio di S. Caterina (F. Forzoni Accolti), Roma, 1708; Vienna, 1734(?).
- Oratorio per S. Francesca Romana, Roma, 1710, 1711, 1712, 1713; Vienna, 1712; Perugia, 1970.
- Oratorio di S. Stefano primo re dell'Ungheria, composto prob. a Vienna, 1712; Roma, 1713, 1726; San Severino, non prima del 1715.
- S. Flavia Domitilla, Roma, 1713, 1715; Vienna, 1714.
- S. Ferma (1a stesura), composto a Roma, 1713; Roma, 1715, 1716.
- Oratorio per la SS.ma Annunziata, composto a Roma, 1713; ibid. 1715, 1718.
- Abisai, Roma, 1715, 1716.
- Jefte, Roma, 1715, 1716.
- La Conversione di Clodoveo re di Francia (C. S. Capece), Roma, 1715, 1716.
- La Ribellione d'Assalonne, Roma, 1715, 1716; Salisburgo, tra 1716 e 1728.
- S. Ferma (2ªstes.), Vienna, 1717.
- Cristo condannato (P. Pariati), Vienna, 1717.
- Il Martirio di S. Terenziano (G. Piselli), Vienna, 1718; prob. anche Salisburgo.
- La Caduta di Gerico (A. Gargieria), Vienna, 1719; Brno, 1730.
- Assalonne (G. A. Bergamori), Vienna, 1720, Salisburgo, 1728(?).
- Giuseppe (A. Zeno), Vienna, 1722; Praga.
- Il Re del dolore (Pariati), Vienna, 1722 e prob. Salisburgo, Praga, 1723; Perugia e Venezia 1957.
- Ester (E. Fozio), Vienna, 1723, 1730 e prob. Salisburgo.
- Morte e sepoltura di Cristo (Fozio), Vienna 1724 e prob. Salisburgo, Dresda e Brno, 1730; Vienna 1823, 1834.
- Le Profezie evangeliche di Isaia (Zeno), ibid. 1725, 1729.
- Gioseffo, che interpreta i sogni (G. B. Neri), Vienna, 1726; Torino, 2024.
- S. Giovanni Nepomuceno, comp. 1726; Vienna (?) e Salisburgo.
- Gioaz (Zeno), Vienna 1726 e probabilmente Salisburgo.
- Il Morto redivivo overo S. Antonio (C. Montalbano), Salisburgo, 1726.
- Il Batista (Zeno), Vienna, 1727 e probabilmente Salisburgo; Holegov 1736; Vienna 1740.
- Gionata (Zeno), Vienna, 1728; Naboth (Zeno), ibid. 1729, 1738 e probabilmente Salisburgo.
- La Passione di Gesù Cristo (P. Metastasio), Vienna 1730, 1736; Venezia, 1732; Bologna, 1733, Jaroméfice, 1736; Roma, 1970.

## Cantate
- Vaticini di pace a 4 (P. Gini), Roma, 1712.
- Amici pastorelli a 3, ibid. 1713.
- Cantata da recitarsi la notte del SS. Natale nel Palazzo Apostolico a 3 (P. Gini), ibid. 1713.
- 5 Cantate per il SS.mo Natale, Roma 1713 (a 4), 1714 (a 2, a 3), 1715 (a 4, a 5).
- Nice lascia d'amore a 3, ibid. 1715.
- Amor senza amore a 3, ibid. 1716.
- Il Natale d'Augusto a 3, Vienna 1716.
- Il Trionfo d'Amore e d'Imeneo a 2, ibid. 1722.
- Melibeo e Tirsi, ibid. 1727.
- La Corona d'Imeneo a 4, ibid. 1728.
- La Gara di Pallade e Venere, ibid. 1729.
- Germania, il dì che splende a 2, ibid. 1730.
- Cantata pastorale eroica a 5 (Nigella, Clori, ecc.), ibid. 1730.
- Il Nome di Giove a 3, ibid. 1731.
- Il Giuoco del quadriglio a 4, ibid. 1734.
- Molte cantate a 2, ben oltre 300 cantate a solo e oltre 500 canoni.
- Anche arie, madrigali, cantate sacre e mottetti a voce sola.

## Discografia parziale
- Pergolesi Lotti Caldara, Stabat Mater/Salve Regina (Crucifixus di Caldara) - con Hogwood/Kirkby/Baker/Partridge/Academy of St. Martin-in-the-Fields/The Academy of Ancient Music/Willcocks, Decca;
- Bartoli, Arie antiche (Selve amiche e Sebben crudele me fai languir') - con Fischer, Decca;
- Bartoli, Opera proibita (Il trionfo dell'innocenza: Vanne pentita a piangere (Santa Eugenia), La castità al cemento (Il trionfo della castità): Sparga il senso lascivo veleno (Flavia), Santa Francesca Romana: Si piangete pupille dolente ed Il martirio di Santa Caterina: Ahi quanto cieca... Come foco alla sua sfera (Imperatrice Faustina)) - con Minkowski/Musiciens du Louvre, Decca;
- Bartoli, Sacrificium (Sedecia: Profezie, di me diceste e La morte d'Abel figura di quella del nostro Redentore: Quel buon pastor son io) - Antonini/Giardino Armonico, Decca;
- Bartoli, Sospiri (La morte d'Abel figura di quella del nostro Redentore: Quel buon pastor son io) - Antonini/Il Giardino Armonico, Decca;
- Pavarotti, 101 romanze e canzoni (Alma del core) - con Piero Gamba/Philadelphia Orchestra, Decca
- Antonio Caldara, La Clemenza di Tito - Bongiovanni
- Antonio Caldara, Stabat Mater a quattro voci - Cappella musicale della Cattedrale di Verona, dirige Alberto Turco con Cristina Chiaffoni - 1989 Bongiovanni (casa discografica)
- Antonio Caldara, In dolce amore - Robin Johannsen (soprano), Alessandro De Marchi dir. Academia Montis Regalis; (Deutsche Harmonia Mundi - 2014)
- Antonio Caldara, Cantata a quattro voci con Violini per il SS. Natale (Vaticini di pace) - Stoklassa, Sabo, Russ, Jelden, Württenbergische Kammerorchester Heilbronn, R. Ewerhart direttore, Turnabout Vox 34096S
- Antonio Caldara, The Cervantes Operas, Arias and Instrumental Pieces, María Espada, soprano, Emiliano González Toro, tenor, João Fernandes, bass; La Ritirata, Hiro Kurosaki, concertmaster, Josetxu Obregón, artistic direction, Glossa, GDC 923104
- Antonio Caldara, Brutus, Cantatas for bass - Sergio Foresti, Ensemble Stile Galante, dir. Stefano Aresi (Pan Classics - 2018)
- Antonio Caldara, Sonatas & Cantatas for soprano, violin and continuo - I Solisti Ambrosiani: Tullia Pedersoli Archiviato il 1º febbraio 2017 in Internet Archive. soprano, Davide Belosio violin, Claudio Frigerio cello, Mauro Pinciaroli archlute, Emma Bolamperti harpsichord (Urania Records, LDV 14045, 2019) - first world recording
- Antonio Caldara, Gioseffo che interpreta i sogni, Alessandro De Marchi (direttore), Coro e Orchestra del Consort Maghini, Glossa, GCD923543, 2025 - first world recording.